# Loyal to the Game
Loyal to the Game è il quinto album postumo del rapper statunitense Tupac Shakur, pubblicato il 14 dicembre 2004 negli Stati Uniti (12 dicembre nel Regno Unito).

## Il disco
Prodotto da Eminem, quest'ultimo, secondo quanto dichiarato in un'intervista concessa a MTV, era così preso dalla vita e dal lavoro di Tupac che scrisse una lettera alla madre di Tupac, Afeni Shakur, chiedendole di lasciargli produrre l'album. Lei accettò e lasciò che artisti della Shady Records come 50 Cent, la G-Unit e Obie Trice apparissero nell'album, come anche i popolari Dido ed Elton John. L'album contiene due singoli, Thugs Get Lonely Too e Ghetto Gospel.
Eminem ha usato varie tecniche di produzione inusuali durante la creazione dell'album, pitchando la voce di Tupac per adattarla meglio alle basi. Ci sono anche molti tagli della voce e modifiche per ottenere nuove frasi della cultura del rap attuale. Molti fan rimasero delusi da questa scelta e volevano che l'album non fosse riconosciuto come ufficiale.

## Tracce
Musiche di Eminem & Luis Resto (tracce 1-13), Scott Storch (traccia 14), Red Spyda (traccia 15), Raphael Saadiq (traccia 16), DJ Quik (traccia 17), tracce originariamente prodotte da Big D (tracce 1, 4-5, 8, 10-11 e 16), Stretch dei Live Squad (tracce 1 e 7), LG (traccia 3), Reginald Heard (traccia 6), Johnny "J" (traccia 13), DJ Daryl (traccia 14).
1. Soldier Like Me (featuring Eminem) – 3:50
2. The Uppercut (featuring E.D.I. Mean & Young Noble) – 3:50
3. Out on Bail – 3:54
4. Ghetto Gospel (featuring Elton John) – 3:58
5. Black Cotton (featuring Eminem, Kastro & Young Noble) – 5:03
6. Loyal to the Game (featuring G-Unit) – 3:23
7. Thugs Get Lonely Too (featuring Nate Dogg) – 4:48
8. N.I.G.G.A. (featuring Jadakiss) – 3:02
9. Who Do You Love? – 3:28
10. Crooked Nigga Too – 2:55
11. Don't You Trust Me? (featuring Dido) – 4:55
12. Hennessey (featuring Obie Trice) – 3:27
13. Thug 4 Life – 2:54

Tracce bonus
1. Po Nigga Blues (Scott Storch Remix) (featuring Ron Isley) – 3:38
2. Hennessey (Red Spyda Remix) (featuring E.D.I. Mean & Sleepy Brown) – 3:18
3. Crooked Nigga Too (Raphael Saadiq Remix) (featuring Raphael Saadiq) – 4:02
4. Loyal to the Game (DJ Quik Remix) (featuring Big Syke & DJ Quik) – 4:20 – DJ Quik